# シヴェルト・ヘルトネ・ニルセン
シヴェルト・ヘルトネ・ニルセン（Sivert Heltne Nilsen, 1991年10月2日 - ）は、ノルウェー・ホルダラン県ベルゲン出身のサッカー選手。アバディーンFC所属。ポジションはMF。

## クラブ経歴
2009年にILヘートでプロデビュー。2014年にヴォレレンガ・フォトバルに移籍。以降ACホーセンスやIFエルフスボリなどを渡り歩く。
2021年1月30日、ワースラント＝ベフェレンと契約した。
2024年、アバディーンFCに移籍した。